# Fémeline
La fémeline est une race bovine française disparue. Originaire du piémont du massif du Jura, elle a été absorbée par la montbéliarde lors de la création de cette dernière.

## Origine
Elle est originaire du Haute-Saône et appartient au groupe de races des blondes du sud-est. À son apogée, elle était élevée du sud des Vosges (Vosges Saosnoises) au nord-est de la Saône et Loire, en Bresse (où elle se confond alors avec sa cousine la Bressane), en passant par le bas-Doubs (Vallée de l'Ognon), l'extrémité est de la Côte d'Or (Val de Saône) et le bas-Jura (Bresse Jurassienne). À partir des années 1900, elle perd des effectifs face à la montée en puissance de la montbéliarde et subit un croisement d'absorption. Des photos d'époque montrent un nombre croissant d'animaux à robe pie rouge ou pie froment, signe de métissage. La population évaluée à 110 000 en 1900, est quasi nulle dès avant la Seconde Guerre mondiale.
Pour Philippe J. Dubois, elle doit son nom à son allure fine et son regard doux, fémeline signifiant « efféminée ».

## Description

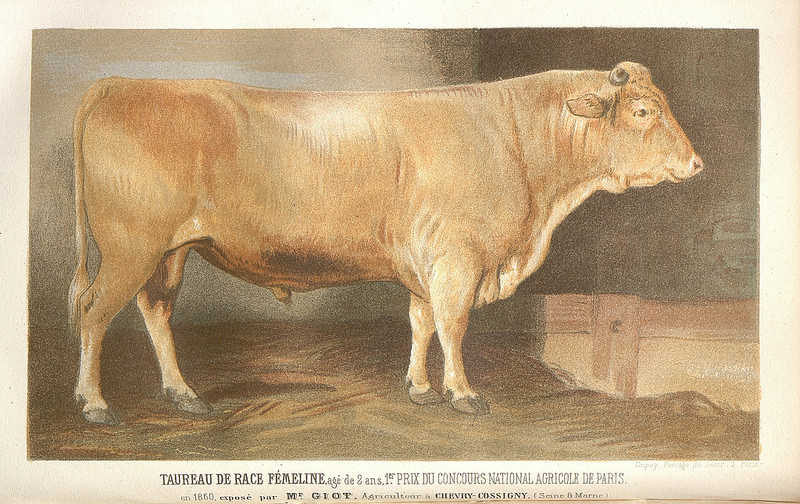
Taureau primé en 1860.

La fémeline porte une robe blanche à froment pâle unie. Sa tête est fine et allongée et ses cornes sont écartées et rejetées en arrière.

## Aptitudes
C'était une parfaite race à tout faire, excellente laitière, donnant un bon rendement en viande et docile et vaillante sous le joug pour les travaux agricoles. Philippe J. Dubois, en décrivant la race bressane, signale que la fémeline est plus grande, que sa viande est plus fine et son allure plus élégante. Elle semble avoir été la race blonde de l'est la plus avancée en termes de sélection. Toujours d'après l'auteur, elle est l'une des races disparues qui aurait sans conteste le plus mérité d'arriver jusqu'à notre époque.

## Sources et références
1. ↑  Philippe J. Dubois, « Feue la vache Bressanne », Site « Les biodiversitaires », 2012 (consulté le 2 juillet 2018)